# イ・ビョンゴン
イ・ビョンゴン（이병곤,Lee Byounggon,李炳坤、1998年3月5日 - ）は、韓国の歌手、作曲家である。男性アイドルグループ・CIXのメンバーでBXとして活動している。C9エンターテイメント所属。身長180cm、血液型A型。

## 来歴

### デビュー前
2017年10月29日、JTBCのオーディション番組『MIXNINE』に出演し、最終順位9位。
2018年11月16日、V LIVE、YouTubeにて公開のオーディション番組『YG 宝石箱』に出演し、番組終了後、YGエンターテインメントを退社し、C9エンターテイメントに所属。

### CIX
2019年7月23日、C9エンターテイメントからCIXのメンバーとしてデビューした。

## ディスコグラフィー

### 作曲

#### CIX
- 'OK' Prologue：Be OK
  - 20
  - Confession

## 出演

### テレビ番組
- MIXNINE（2017年、JTBC）
- YG 宝石箱（2018年、V LIVE・YouTube）